# Тсвана (мова)

Поширення сетсвана в ПАР

Тсвана (сетсвана, застар. чуана, чвана) — мова групи банту (підгрупа сото-тсвана), поширена в Південній Африці.
Представники народу тсвана проживають не тільки в Ботсвані, але і в сусідніх державах, причому в ПАР їх навіть більше, ніж у самій Ботсвані. Не всі тсвана говорять цією мовою: близько 20 000 тсвана перейшли на африкаанс. Писемність мови сетсвана заснована на латиниці.
Як і в деяких інших мовах банту Південної Африки в сетсвані присутні клацаючі звуки («кліки»), запозичені у койсан. На письмі вони позначаються літерами латинського алфавіту.

## Створення писемності
У створення писемності на сетсвані величезний внесок вніс англійський місіонер Роберт Моффат.
Першою книгою, надрукованою в 1827 р. на цій мові, став переклад з англійської катехізису, призначеного для дітей. Починаючи з 1830-х рр. на місіонерській станції Куруман Моффат організував невелику друкарню для видання богослужбових книг на сетсвані. У 1857 р. Моффат завершив переклад Біблії, що витримала потім кілька перевидань. З цього ж часу тут почали виходити періодичні видання, що видавалися місіонерами і слугували цілям пропаганди християнства та європейської культури.
Першою незалежною африканською газетою мовою сетсвана стала «Коранта я Бекоана» («Газета бечуани»). Її редактором був Соломон Плаакі — один з перших просвітителів і журналістів серед тсвана.